# 朗伊托托島
36°47′12″S 174°51′36″E / 36.786742°S 174.860115°E

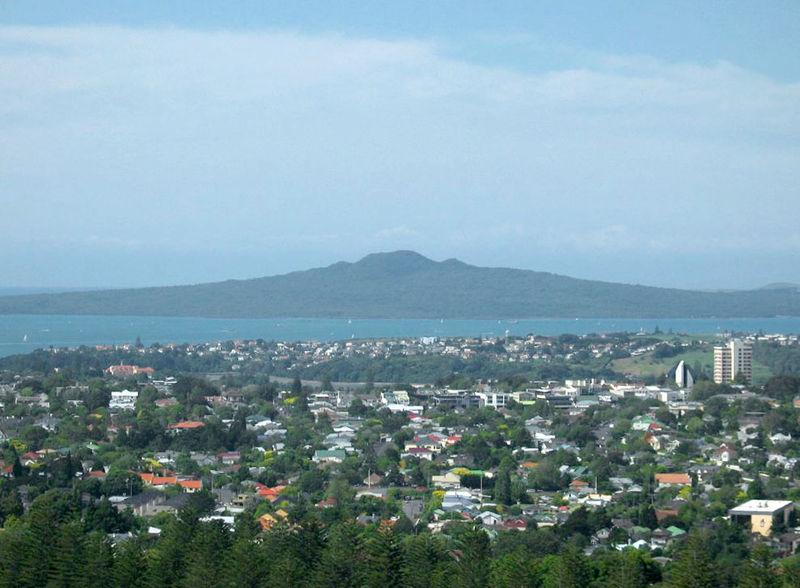

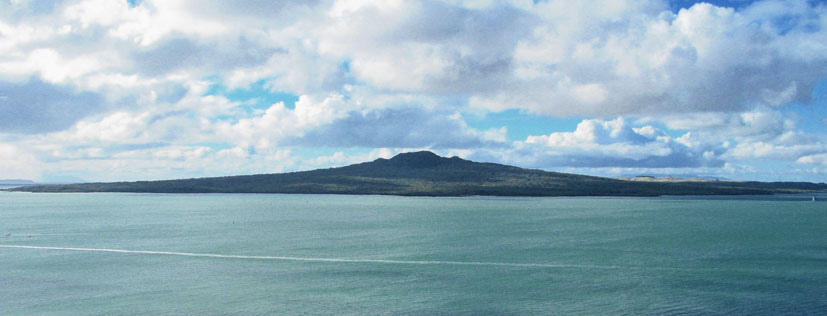

朗伊托托島是新西蘭的火山島，位於奧克蘭附近的豪拉基灣，面積23.1平方公里，最高點海拔高度260米，該島在1890年被列為自然保育區，島上無人居住。

## 外部連結
- Rangitoto Island Scenic Reserve （页面存档备份，存于） at the Department of Conservation
- Rangitoto Island Historic Trust（页面存档备份，存于）